# Recueil des travaux chimiques des Pays-Bas
Recueil des travaux chimiques des Pays-Bas (abrégé en Recl. Trav. Chim. Pays-Bas) est une revue scientifique à comité de lecture qui publie des articles dans le domaine de la chimie.

## Histoire
Le journal a plusieurs fois changé de nom au cours de son histoire :
- Recueil des Travaux Chimiques des Pays-Bas  (ISSN 0165-0513), 1882–1896, 1920-1979 & 1985-1997
- Recueil des Travaux Chimiques des Pays-Bas et de la Belgique  (ISSN 0370-7539), 1897–1919
- Recueil: Journal of the Royal Netherlands Chemical Society  (ISSN 0165-0513), 1980–1984

En 1998, le journal est absorbé par l'European Journal of Organic Chemistry et l'European Journal of Inorganic Chemistry, créés par la fusion de divers journaux de chimie européens:
- Acta Chimica Hungarica, Models in Chemistry
- Anales de Química
- Bulletin des Sociétés Chimiques Belges
- Bulletin de la Société Chimique de France
- Chemische Berichte
- Chimika Chronika
- Gazzetta Chimica Italiana
- Liebigs Annalen
- Polish Journal of Chemistry
- Recueil des Travaux Chimiques des Pays-Bas
- Revista Portuguesa de Química